# Suhaib Webb

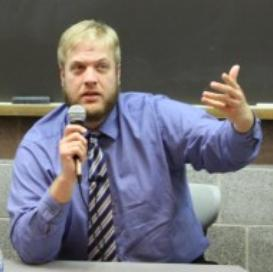
Suhaib Webb

Suhaib D. Webb (ursprünglich William Webb, geboren 29. Juni 1972 in Oklahoma) ist ein US-amerikanischer islamischer Aktivist, Sprecher und religiöser Gelehrter christlicher Herkunft. Nach einem Bericht der britischen Regierung gilt er ähnlich wie Hamza Yusuf als ein gemäßigter Vertreter des Islams in den USA.

## Biografie
Webb stammt aus einer christlichen Familie, sein Großvater war Prediger. Im Alter von 14 Jahren verlor er das Interesse an Religion und erlebte nach eigenen Angaben eine spirituelle Krise. 1992 konvertierte er zum Islam, worauf er seine Tätigkeit als Hip-Hop-DJ aufgab, ein Studium der Pädagogik an der University of Central Oklahoma absolvierte und bei einem senegalesischen Scheich Islam und die Arabische Sprache erlernte. Er wurde zunächst in Oklahoma als junger amerikanischer Prediger und Aktivist bekannt und studierte mit einem Stipendium der Muslim American Society an der Scharia-Fakultät der Azhar in Kairo. Er verfügt über eine große Anhängerschaft unter muslimischen Jugendlichen.
Webb war in verschiedenen muslimischen Gemeinden in Nordamerika Imam. 2011 wurde er Imam der Islamic Society of Boston Cultural Center (ISBCC), des größten islamischen Zentrums in Neuengland,.
Im öffentlichen Dienst ist er als Adjunct Assistant Professor of Public Service an der Robert F. Wagner Graduate School of Public Service der New York University tätig.
Er war einer der US-amerikanischen Unterzeichner der Botschaft aus Amman (Amman Message) und einer der (späteren) Unterzeichner von A Common Word. Bereits 2010 wurde er in einer „Liste der 500 einflussreichsten Muslime“ des Royal Islamic Strategic Studies Centre aus Jordanien und des Prince Alwaleed bin Talal Center for Muslim-Christian Understanding in Washington, D.C. aufgeführt, auch in der jüngsten Ausgabe.
Von seinem Wohnsitz in Santa Clara aus schloss er sich 2010 zusammen mit anderen muslimischen Geistlichen einer jüdischen Gruppe an, die das das ehemalige KZ Dachau und Auschwitz besuchte. 2013 verurteilte er den Anschlag auf den Boston-Marathon als radikal.